# Andreas Myran Steen
Andreas Myran Steen (* 23. Dezember 1988 in Leksvik) ist ein ehemaliger norwegischer Skilangläufer.

## Werdegang
Steen nahm von 2007 bis 2017 vorwiegend am Scandinavian Cup teil und gab dabei im Januar 2007 in Sjusjøen sein Debüt, wo er über 10 km Freistil Rang 182 belegte. Seine erste Punkte- und Top-Ten-Platzierung erreichte er im Dezember 2009 mit Platz acht beim Sprint in Vuokatti. Im Februar 2010 wurde Steen Vierter beim 15-km-Freistil-Verfolgungsrennen in Jõulumäe. Einen Monat darauf startete er zweimal bei Sprints im Weltcup, verpasste als 35. in Drammen und 59. in Oslo aber jeweils die Punkteränge. Im Februar 2011 gelang Steen mit Platz drei beim Sprint in Madona seine erste Podiumsplatzierung im Scandinavian Cup. Kurz darauf startete er in Drammen erneut im Weltcup, wo er mit Rang 21 im Sprint seine ersten Weltcuppunkte erzielte. Im Februar 2012 erreichte Steen in Nes mit Rang neun im Sprint eine weitere Top-Ten-Platzierung im Scandinavian Cup. Einen Monat darauf trat er zum insgesamt vierten Mal im Weltcup, davon zum dritten Mal in Drammen, an und erreichte mit Rang 18 seine zweite Punkteplatzierung. Bei seinen nächsten Weltcupteilnahmen im März 2015 in Drammen sowie im Dezember 2015 in Davos verpasste Steen als 31. bzw. 34. des Sprints die Punkteränge. Im Januar 2016 wurde er Zweiter des Scandinavian-Cup-Sprints in Östersund. Zum Ende der Saison 2015/16 errang er im Scandinavian Cup den sechsten Platz bei der Minitour in Otepää und den siebten Platz in der Gesamtwertung. Zudem erreichte er im Januar 2016 in Planica mit dem 17. Platz im Sprint seine beste Platzierung im Weltcup. Letztmals im Weltcup startete er im März 2017 in Drammen, wobei er den 28. Platz im Sprint errang.